# Atwater (Kalifornien)
Atwater ist eine Stadt im Merced County im US-Bundesstaat Kalifornien mit 31.970 Einwohnern (Stand: 2020). Das Stadtgebiet umfasst eine Fläche von 14 Quadratkilometern.
Die Stadt besteht offiziell seit dem Jahr 1922, erste Siedler fanden sich jedoch bereits in den 1870er Jahren im Bereich der Stadt. Bedingt durch die Eisenbahnerschließung der Gegend in jener Zeit, entstand Atwater.
Bekannt ist Atwater auch durch den ehemaligen Luftwaffenstützpunkt Castle Air Force Base wenig außerhalb des Stadtgebiets. Dort befindet sich auch ein zugehöriges Museum, das überregional Besucher anzieht.

## Bevölkerung
Nach der im Jahr 2010 erhobenen Volkszählung betrug die Einwohnerzahl rund 28.100, was im Vergleich zu jener zehn Jahre zuvor ein Anstieg von 5000 darstellt. Mehrheitlich besteht die Bevölkerung aus Weißen (etwa 65 Prozent) gefolgt von Latinos. Deren Anzahl hat sich seit Beginn des 21. Jahrhunderts substanziell erhöht. Weitere Bevölkerungsgruppen sind Afroamerikaner und asiatischstämmige Immigranten, die beide jedoch Minderheiten darstellen. Die Volkszählung 2010 erfasste außerdem rund 8800 Haushalte in Atwater.

## Söhne und Töchter der Stadt
- Chuck Compton (* 1965), American-Football-Spieler[3]
- Jamill Kelly (* 1977), Ringer